# Arre (Gard)
Arre é uma comuna francesa na região administrativa de Occitânia, no departamento de Gard. Estende-se por uma área de 7,26 km². Em 2010 a comuna tinha 297 habitantes (densidade: 40,9 hab./km²).